# Anopsolobus
Anopsolobus is een monotypisch geslacht van spinnen uit de  familie van de Orsolobidae.

## Soort
- Anopsolobus subterraneus Forster & Platnick, 1985